# Ettrick Bay
Ettrick Bay är en vik i Storbritannien.   Den ligger i riksdelen Skottland, i den nordvästra delen av landet, 600 km nordväst om huvudstaden London. Ettrick Bay ligger på ön Isle of Bute.